# Zweikampf-Europameisterschaft der Junioren 2007

Logo CEB (ausrichtender Verband)

Die Zweikampf-Europameisterschaft der Junioren 2007 war das siebte Turnier in dieser Disziplin des Karambolagebillards und fand vom 13. bis zum 15. April 2007 in Afferden in der Provinz Limburg (Niederlande) statt.

## Geschichte
Das Jugendturnier wurde vom Europäischen Billard-Verband CEB ab 1967 erstmals als Europameisterschaft durchgeführt. Es wurde ein Zweikampf mit den Disziplinen Freie Partie und Cadre 47/2 gespielt. Die Distanzen blieben, aber 2007 wurde eine Aufnahmnebegrenzung von 20 eingeführt. Die Altersgrenze der Teilnehmer war 21 Jahre.

## Modus
Gespielt wurde das Turnier in der Gruppenphase im Round Robin Modus. Danach wurde im KO-System weitergespielt.
1. MP = Matchpunkte
2. PP = Partiepunkte
3. VGD = Verhältnismäßiger Generaldurchschnitt
4. BVED = Bester Einzel Verhältnismäßiger Durchschnitt

Bei der Berechnung des VGD wurde die portugiesische Tabelle vom Oktober 1977 angewendet. In der offiziellen Berechnung der CEB und des Ausrichters wurde ein sogenannter Kombinationsdurchschnitt ermittelt der wenig Aussagekraft hatte. Hierbei wurde der Durchschnitt im Cadre 47/2 mit zwei multipliziert und mit dem GD der Freien Partie addiert. Deshalb wurden hier zwei Endtabellen mit einem VGD und ein BVEG eingetragen, damit man einen Vergleich mit vorherigen Turnieren hat.
In der Endtabelle wurden die erzielten Matchpunkte vor den Partiepunkten und dem VGD gewertet.

## Abschlusstabelle (portugiesische Tabelle)
| MP    | Match Points (Sieger = 2; Unentschieden = 1; Verlierer = 0) |
| Pkte. | Erzielte Karambolagen                                       |
| Aufn. | Benötigte Versuche                                          |
| GD    | Generaldurchschnitt                                         |
| BED   | Bester Einzeldurchschnitt eines Spielers                    |
| HS    | Höchstserie                                                 |
|       | Bester GD des Turniers                                      |
|       | Bester ED des Turniers                                      |
|       | Beste HS des Turniers                                       |
|       | 1. Platz (Gold)                                             |
|       | 2. Platz (Silber)                                           |
|       | 3. Platz (Bronze)                                           |

| Endklassement  | Endklassement | Endklassement   | Endklassement | Endklassement | Endklassement | Endklassement |
| Phase          | Platz         | Name            | MP            | PP            | VGD           | BVED          |
| -------------- | ------------- | --------------- | ------------- | ------------- | ------------- | ------------- |
| Finale         | 1             | Raymund Swertz  | 9:1           | 18:2          | 75,22         | 147,14        |
| Finale         | 2             | Shyaam Poedai   | 7:3           | 14:6          | 45,21         | 84,16         |
| Halb- finale   | 3             | Ludovic Hebrard | 5:3           | 10:6          | 34,20         | 43,56         |
| Halb- finale   | 3             | Pavel Böhm      | 4:4           | 8:8           | 38,58         | 67,88         |
| Gruppen- phase | 5             | Jens Fischer    | 3:3           | 6:6           | 35,83         | 133,92        |
| Gruppen- phase | 6             | Kenny Miatton   | 2:4           | 4:8           | 20,45         | 31,55         |
| Gruppen- phase | 7             | Joel Duvoisin   | 0:6           | 0:12          | 6,70          | –             |
| Gruppen- phase | 8             | Martin Färber   | 0:6           | 0:12          | 3,56          | –             |

## Abschlusstabelle (Kombinationsdurchschnitt)
| Endklassement  | Endklassement | Endklassement   | Endklassement | Endklassement | Endklassement | Endklassement |
| Phase          | Platz         | Name            | MP            | PP            | VGD           | BVED          |
| -------------- | ------------- | --------------- | ------------- | ------------- | ------------- | ------------- |
| Finale         | 1             | Raymund Swertz  | 9:1           | 18:2          | 163,30        | 300,00        |
| Finale         | 2             | Shyaam Poedai   | 7:3           | 14:6          | 93,24         | 200,00        |
| Halb- finale   | 3             | Ludovic Hebrard | 5:3           | 10:6          | 71,16         | 95,71         |
| Halb- finale   | 3             | Pavel Böhm      | 4:4           | 8:8           | 80,42         | 137,92        |
| Gruppen- phase | 5             | Jens Fischer    | 3:3           | 6:6           | 75,50         | 271,42        |
| Gruppen- phase | 6             | Kenny Miatton   | 2:4           | 4:8           | 43,90         | 65,72         |
| Gruppen- phase | 7             | Joel Duvoisin   | 0:6           | 0:12          | 15,38         | –             |
| Gruppen- phase | 8             | Martin Färber   | 0:6           | 0:12          | 8,44          | –             |

## Gruppenphase
| Abschlusstabelle Gruppe A | Abschlusstabelle Gruppe A | Abschlusstabelle Gruppe A | Abschlusstabelle Gruppe A | Abschlusstabelle Gruppe A | Abschlusstabelle Gruppe A |
| Platz                     | Name                      | MP                        | PP                        | VGD                       | BVED                      |
| ------------------------- | ------------------------- | ------------------------- | ------------------------- | ------------------------- | ------------------------- |
| 1                         | Raymund Swertz            | 5:1                       | 10:2                      | 153,80                    | 300,00                    |
| 2                         | Pavel Böhm                | 4:2                       | 8:4                       | 96,63                     | 137,92                    |
| 3                         | Jens Fischer              | 3:3                       | 6:6                       | 75,51                     | 271,42                    |
| 4                         | Martin Färber             | 0:6                       | 0:12                      | 8,45                      | –                         |

| Abschlusstabelle Gruppe B | Abschlusstabelle Gruppe B | Abschlusstabelle Gruppe B | Abschlusstabelle Gruppe B | Abschlusstabelle Gruppe B | Abschlusstabelle Gruppe B |
| Platz                     | Name                      | MP                        | PP                        | VGD                       | BVED                      |
| ------------------------- | ------------------------- | ------------------------- | ------------------------- | ------------------------- | ------------------------- |
| 1                         | Shyaam Poedai             | 5:1                       | 10:2                      | 96,09                     | 200,00                    |
| 2                         | Ludovic Hebrard           | 5:1                       | 10:2                      | 79,84                     | 95,71                     |
| 3                         | Kenny Miatton             | 2:4                       | 4:8                       | 43,90                     | 65,72                     |
| 4                         | Joel Duvoisin             | 0:6                       | 0:12                      | 15,38                     | –                         |

## Endrunde
|  | Halbfinale      | Halbfinale | Halbfinale | Halbfinale | Halbfinale | Halbfinale |                |               | Finale | Finale | Finale | Finale | Finale | Finale |
|  |                 |            |            |            |            |            |                |               |        |        |        |        |        |        |
|  |                 | MP         | FP         | 47/2       | VGD        | HS         |                |               |        |        |        |        |        |        |
|  |                 | MP         | FP         | 47/2       | VGD        | HS         |                |               |        |        |        |        |        |        |
|  | Raymund Swertz  | 2          | 250,00     | 21,42      | 292,84     | 250/91     |                |               |        |        |        |        |        |        |
|  | Raymund Swertz  | 2          | 250,00     | 21,42      | 292,84     | 250/91     |                | MP            | FP     | 47/2   | VGD    | HS     |        |        |
|  | Ludovic Hebrard | 0          | 0,00       | 11,28      | 22,56      | 0/50       |                | MP            | FP     | 47/2   | VGD    | HS     |        |        |
|  | Ludovic Hebrard | 0          | 0,00       | 11,28      | 22,56      | 0/50       | Raymund Swertz | 2             | 83,33  | 75,00  | 233,33 | 148/97 |        |        |
|  |                 | MP         | FP         | 47/2       | VGD        | HS         | Raymund Swertz | 2             | 83,33  | 75,00  | 233,33 | 148/97 |        |        |
|  |                 | MP         | FP         | 47/2       | VGD        | HS         |                | Shyaam Poedai | 0      | 5,00   | 10,50  | 26,00  | 21/19  |        |
|  | Shyaam Poedai   | 2          | 125,00     | 18,75      | 162,50     | 150/50     |                | Shyaam Poedai | 0      | 5,00   | 10,50  | 26,00  | 21/19  |        |
|  | Shyaam Poedai   | 2          | 125,00     | 18,75      | 162,50     | 150/50     |                |               |        |        |        |        |        |        |
|  | Pavel Böhm      | 0          | 1,50       | 11,12      | 23,74      | 3/37       |                |               |        |        |        |        |        |        |
|  | Pavel Böhm      | 0          | 1,50       | 11,12      | 23,74      | 3/37       |                |               |        |        |        |        |        |        |

## Disziplintabellen
| Platz                      | Name            | MP  | Pkte. | Aufn. | GD    | BED    | HS  |
| -------------------------- | --------------- | --- | ----- | ----- | ----- | ------ | --- |
| 1                          | Raymund Swertz  | 8:2 | 1148  | 13    | 88,30 | 250,00 | 250 |
| 2                          | Shyaam Poedai   | 8:2 | 1015  | 18    | 56,38 | 125,00 | 245 |
| 3                          | Ludovic Hebrard | 4:4 | 555   | 16    | 34,68 | 50,00  | 124 |
| 4                          | Pavel Böhm      | 4:4 | 548   | 9     | 60,88 | 125,00 | 240 |
| 5                          | Jens Fischer    | 4:2 | 508   | 10    | 50,80 | 250,00 | 250 |
| 6                          | Kenny Miatton   | 2:4 | 442   | 17    | 26,00 | 50,00  | 217 |
| 7                          | Joel Duvoisin   | 0:6 | 54    | 15    | 3,60  | –      | 14  |
| 8                          | Martin Färber   | 0:6 | 0     | 4     | 0,00  | –      | 0   |
| Turnierdurchschnitt: 41,86 |                 |     |       |       |       |        |     |

| Platz                      | Name            | MP   | Pkte. | Aufn. | GD    | BED   | HS  |
| -------------------------- | --------------- | ---- | ----- | ----- | ----- | ----- | --- |
| 1                          | Raymund Swertz  | 10:0 | 750   | 20    | 37,50 | 75,00 | 100 |
| 2                          | Shyaam Poedai   | 6:4  | 533   | 30    | 18,43 | 75,00 | 149 |
| 3                          | Ludovic Hebrard | 6:2  | 529   | 29    | 18,24 | 30,00 | 84  |
| 4                          | Pavel Böhm      | 4:4  | 352   | 36    | 9,77  | 13,63 | 62  |
| 5                          | Jens Fischer    | 2:4  | 346   | 28    | 12,35 | 10,71 | 69  |
| 6                          | Kenny Miatton   | 2:4  | 197   | 22    | 8,95  | 7,86  | 33  |
| 7                          | Joel Duvoisin   | 0:6  | 218   | 37    | 5,89  | –     | 30  |
| 8                          | Martin Färber   | 0:6  | 148   | 35    | 4,22  | –     | 28  |
| Turnierdurchschnitt: 13,05 |                 |      |       |       |       |       |     |